# Simulium atlanticum
Simulium atlanticum är en tvåvingeart som beskrevs av Crosskey 1969. Simulium atlanticum ingår i släktet Simulium och familjen knott. Inga underarter finns listade i Catalogue of Life.